# آرچی استات
آرچی استات (انگلیسی: Archie Stout؛ ۳۰ مارس ۱۸۸۶ – ۱۰ مارس ۱۹۷۳) یک فیلم‌بردار اهل ایالات متحده آمریکا بود.
وی همچنین برنده جوایزی همچون جایزه اسکار بهترین فیلمبرداری شده‌است.

## فیلم‌شناسی
- ده فرمان (photographer) (۱۹۲۳)
- Dangerous Paradise (۱۹۳۰)
- The County Fair (۱۹۳۲)
- Sagebrush Trail (عکاسی) (۱۹۳۳)
- مزرعه رنگین‌کمان (۱۹۳۳)
- سواران سرنوشت (عکاسی) (۱۹۳۳)
- مردی از یوتا (photographed by) (۱۹۳۴)
- 'Neath the Arizona Skies (عکاسی) (۱۹۳۴)
- The Lawless Frontier (عکاسی) (۱۹۳۴)
- The Trail Beyond (عکاسی) (۱۹۳۴)
- Randy Rides Alone (photographed by) (۱۹۳۴)
- پاکر ستاره (photographed by) (۱۹۳۴)
- فولاد آبی (photographed by) (۱۹۳۴)
- West of the Divide (photographed by) (۱۹۳۴)
- خوش‌شانس تگزاسی (photographed by) (۱۹۳۴)
- Lawless Range (عکاسی) (۱۹۳۵)
- Westward Ho (عکاسی) (۱۹۳۵)
- هوپالانگ کسیدی (۱۹۳۵)
- Paradise Canyon (عکاسی) (۱۹۳۵)
- The Dawn Rider (عکاسی) (۱۹۳۵)
- The Desert Trail (عکاسی) (۱۹۳۵)
- Texas Terror (photographed by, در عنوان‌بندی نیامده) (۱۹۳۵)
- Conflict (۱۹۳۶)
- Sea Spoilers (۱۹۳۶)
- مواظب باش پروفسور (۱۹۳۸)
- بو ژست (۱۹۳۹)
- کاپیتان کید (۱۹۴۵)
- Abilene Town (مدیر فیلمبرداری) (۱۹۴۶)
- فرشته و راهزن (عکاسی) (۱۹۴۷)
- دژ آپاچی (۱۹۴۸)
- او یک روبان زرد بست (camera operator: second unit - در عنوان‌بندی نیامده) / (مدیر فیلمبرداری: second unit - در عنوان‌بندی نیامده) (۱۹۴۹)
- ریو گرانده (عکاسی واحد دوم) (۱۹۵۰)
- Wagon Master (عکاسی واحد دوم) (۱۹۵۰)
- مرد آرام (عکاسی واحد دوم) (۱۹۵۲)
- جیم مک‌لین بزرگ (مدیر فیلمبرداری) (۱۹۵۲)
- هاندو (عکاسی) (۱۹۵۳)
- جزیره در آسمان (photographed by) (۱۹۵۳)
- Trouble Along the Way (مدیر فیلمبرداری) (۱۹۵۳)
- متکبرها (photographed by) (۱۹۵۴)